# Pseudobryomima muscosa
Pseudobryomima muscosa là một loài bướm đêm trong họ Noctuidae.